# Антон Плесной
Антон Плісний (рос. Антон Плесной, груз. ანტონ პლესნოი, нар. 17 вересня 1996) — український та грузинський важкоатлет, бронзовий призер Олімпійських ігор 2020 року.
У 2012 році Антон вперше виступив на юнацькому чемпіонаті Європи в складі України де посів 5-е місце в категорії до 77 кг, показавши суму 275 кг. З 2018 року представляє Грузію.

## Результати
| Рік              | Місце                 | Вага             | Ривок            | Ривок            | Ривок            | Ривок            | Поштовх          | Поштовх          | Поштовх          | Поштовх          | Загалом          | Місце            |
| Рік              | Місце                 | Вага             | 1                | 2                | 3                | Місце            | 1                | 2                | 3                | Місце            | Загалом          | Місце            |
| Олімпійські ігри | Олімпійські ігри      | Олімпійські ігри | Олімпійські ігри | Олімпійські ігри | Олімпійські ігри | Олімпійські ігри | Олімпійські ігри | Олімпійські ігри | Олімпійські ігри | Олімпійські ігри | Олімпійські ігри | Олімпійські ігри |
| ---------------- | --------------------- | ---------------- | ---------------- | ---------------- | ---------------- | ---------------- | ---------------- | ---------------- | ---------------- | ---------------- | ---------------- | ---------------- |
| 2020             | Токіо, Японія         | до 96 кг         | 173              | 177              | 177              | 3                | 206              | 210              | 210              | 3                | 387              | 3                |
| Чемпіонат світу  |                       |                  |                  |                  |                  |                  |                  |                  |                  |                  |                  |                  |
| 2018             | Ашгабат, Туркменістан | до 96 кг         | 167              | 173              | 177              | 7                | 198              | 206              | 211              | 11               | 379              | 8                |
| 2019             | Паттайя, Таїланд      | до 96 кг         | 172              | 177              | 181              | 1                | 203              | 209              | 213              | 4                | 394              | 3                |
| Чемпіонат Європи |                       |                  |                  |                  |                  |                  |                  |                  |                  |                  |                  |                  |
| 2019             | Батумі, Грузія        | до 96 кг         | 165              | 170              | 173              | 2                | 198              | 204              | 204              | 4                | 377              | 3                |
| 2021             | Москва, Росія         | до 96 кг         | 171              | 175              | 180              | 1                | 207              | 213              | 221              | 1                | 393              | 1                |